# Павловка (приток Уссури)
Па́вловка (до 1972 года — Фудзи́н или Лифудзи́н) — река в Чугуевском районе Приморского края России, правый приток реки Уссури. Длина реки — 132 км, площадь бассейна — 3360 км², общее падение реки — 643 м. Высота устья — 179,5 м над уровнем моря.

## Этимология
Изначально река называлась Лифудзин или просто Фудзин. Лифудзин на маньчжурском языке означает «внутренняя Фудзин», что являлось противопоставлением другой реке — Вайфудзин, со значением «внутренняя Фудзин» (то есть текущая в сторону моря). В 1972 году, в ходе массовых переименований на Дальнем Востоке, реку Лифудзин переименовали в реку Павловка.

## География
Исток находится на западных склонах горной системы Сихотэ-Алиня, между вершинами Ведёрной и Сихотэ, впадает в реку Уссури на 698-м км от её устья, в 2 км ниже села Варпаховка.
Река Павловка течёт параллельно автодороге «Осиновка — Рудная Пристань», трижды её пересекая. Местные жители условно называют мосты на трассе Павловка-1, Павловка-2 и Павловка-3 (по направлению течения).
Основные притоки реки: Перевальная (пр), Сотниковка (пр), Шумная (пр), Антоновка (лв), Изюбринка (лв).

## Водный режим
В летом часты паводки, вызываемые в основном интенсивными продолжительными дождями.

## Населённые пункты в долине реки
Сверху вниз:
- Нижние Лужки
- Шумный
  - Ленино, на реке Антоновка
- Антоновка
  - Изюбриный, на реке Изюбринка
- Уборка, в 4 км до устья

## Галерея

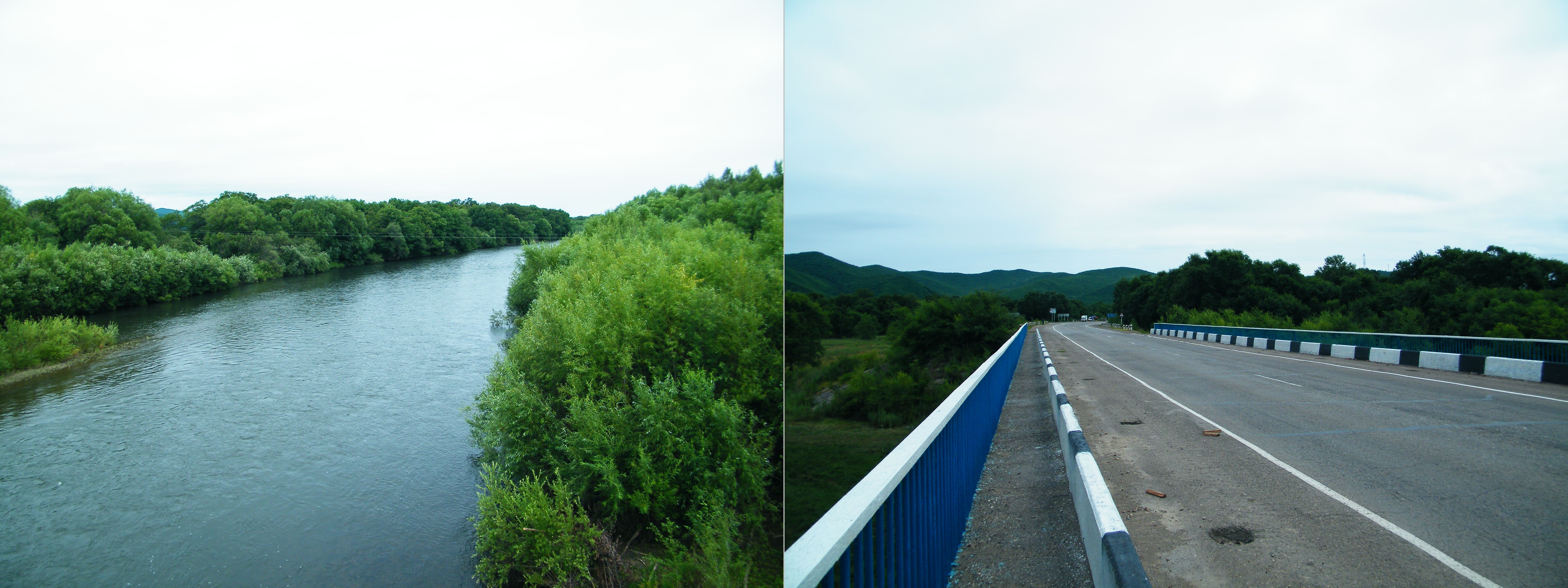
Река Павловка вблизи перекрёстка автодорог Осиновка — Рудная Пристань и «Восток»
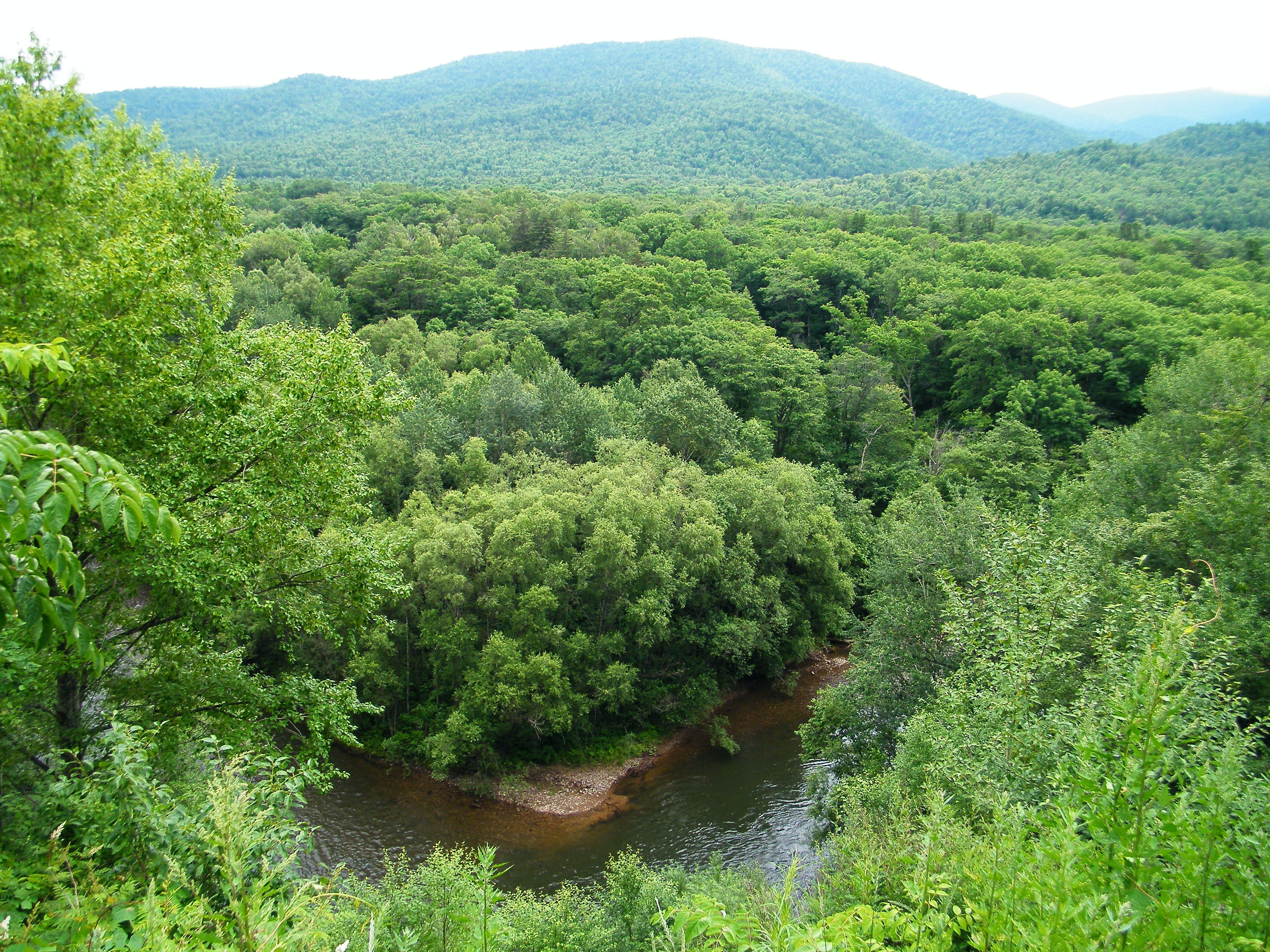
Вид с перевала в 6 км ниже села Нижние Лужки